# I 9 di Dryfork City
I 9 di Dryfork City è un film statunitense di genere western del 1966, diretto da Gordon Douglas, remake a colori di Ombre rosse, diretto nel 1939 da John Ford.

## Trama
Nel 1880, pur avvertiti del pericolo per la ribellione degli Apache guidati da Geronimo, un gruppo di nove passeggeri di diversa estrazione sociale e culturale sale a bordo della diligenza che va da Dry Fork a Cheyenne, nel territorio del Wyoming, a cui fa da scorta lo sceriffo Curley Wilcox, in cerca del fuorilegge Ringo Kid, fuggito di prigione per vendicarsi degli assassini del padre e del fratello. Tra i passeggeri ci sono: Dallas, una prostituta cacciata dalla città dalla "lega della moralità"; l'alcolizzato dottor Josiah Boone; Lucia Mallory, moglie incinta di un ufficiale di cavalleria, in viaggio per unirsi al marito, e il venditore di superalcolici Samuel Peacock. A questi si aggiungono il giocatore d'azzardo Hatfield e il banchiere Henry Gatewood, in fuga con il denaro sottratto alla banca.
Lungo la strada la diligenza si imbatte proprio in Ringo Kid, che viene preso in custodia da Wilcox. Arrivati ad Apache Wells, Lucia va in travaglio e partorisce con l'assistenza del dottor Boone aiutato da Dallas, di cui Ringo Kid si innamora. Dopo aver varcato il guado di Lee's Ferry, quando tutti pensano che il pericolo sia ormai passato, la diligenza viene attaccata. Durante un lungo inseguimento, quando le munizioni sono esaurite e Hatfield è ferito a morte, il Sesto Cavalleria arriva in soccorso.
A Cheyenne, Ringo Kid attua la sua vendetta uccidendo in duello i fratelli Plummer, poi, sapendo di dover tornare in prigione, si riconsegna a Wilcox. Ma questi lo libera, lasciando che attraversi insieme a Dallas il confine messicano.

## Produzione

### Cast

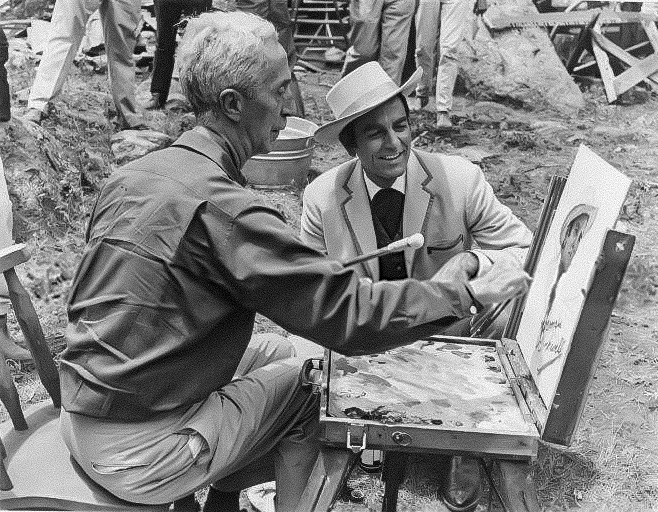
Mike Connors osserva Norman Rockwell dipingere il suo ritratto sul set

Nel cast erano presenti – nei loro unici ruoli cinematografici accreditati – due artisti: David Humphreys Miller, storico di 47 anni specializzato nella cultura degli indiani delle pianure settentrionali e creato, tra le sue opere, 72 ritratti dei sopravvissuti alla battaglia del Little Bighorn, e Norman Rockwell, di 71 anni, ingaggiato sul set per dipingere i ritratti degli attori principali e assegnato il piccolo ruolo di un giocatore di poker di città soprannominato Busted Flush. La sequenza dei titoli di coda del film presenta la scritta a schermo intero, Il Cast come dipinto da Norman Rockwell, seguita dalle immagini di ciascuno dei dieci attori principali nello stesso ordine dei titoli di testa. I ritratti vennero utilizzati anche nella locandina del film.

### Sviluppo
Il produttore Martin Rackin disse di essersi interessato alla realizzazione del film dopo aver terminato un periodo come capo della produzione alla Paramount. Dichiarò che il film originale era ormai datato e il pubblico moderno non lo conosceva bene. Credeva anche che i western fossero "il pane quotidiano dell'industria". Un suo amico stava comprando i diritti del film, ma era a corto di soldi. Rackin intervenne e riuscì a vendere il film a Darryl F. Zanuck della Fox.
Assunse Gordon Douglas alla regia del film. Rackin e Douglas avevano lavorato insieme dieci volte prima del film, e Rackin lo definì «il regista più sottovalutato di Hollywood – faceva persino sembrare Harlow interessante – un cavallo di battaglia che continua ad aiutare quando uno studio è in difficoltà e semplicemente non ha il materiale giusto». Alex Cord, l'interprete del ruolo di Ringo Kid, venne consigliato a Rackin da Edmond O'Brien e Richard Quine.

### Location
Le riprese del film iniziarono il 6 luglio 1965 e si conclusero nel settembre dello stesso anno. Tra le location ci fu anche Boulder, nel Colorado. Una dichiarazione nei titoli di coda recita: "I produttori esprimono il loro apprezzamento ai proprietari del Caribou Country Club Ranch a Nederland, e al Dipartimento dei parchi di quello stato, per la loro collaborazione nella realizzazione di questo film".

## Distribuzione
Negli Stati Uniti il film uscì il 15 giugno 1966. Secondo i registri della Fox, il film doveva incassare 6.350.000 dollari per recuperare i costi di produzione e ne introitò 6.950.000. In Italia il film ebbe il visto di censura n. 46.768 del 2 aprile 1966 per una lunghezza di 3.113 metri.
La versione restaurata del film fu presentata il 18 novembre 2024 sul canale Rai Movie.